# 皮聰大

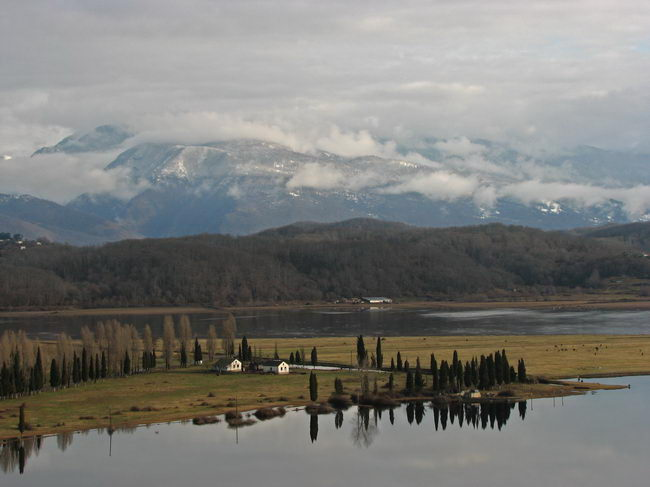

皮聰大，又称为比奇温塔，是阿布哈茲西部加格拉區的度假小鎮，位於黑海沿岸，由於受亞熱帶氣候影響，每年平均降雨量1,460毫米，2008年人口7,000，約四成居民是俄羅斯人。